# Ruth MacLeod
Pour les articles homonymes, voir MacLeod.
Ruth MacLeod, née Pickerill le 29 décembre 1903 à Hanford, en Californie, et morte le 22 février 1990 à Fresno, en Californie, est un auteur américain de roman policier, de roman d'amour et de littérature d’enfance et de jeunesse.

## Biographie
Elle passe sa petite enfance dans la région rurale du comté de Kings en Californie. Elle fait des études dans un établissement scolaire de l'Orégon avant d'entreprendre des études supérieures à l'Université de Californie. Elle se marie à trois reprises. Après son union avec M. MacLeod, elle s’installe à quelques kilomètres au nord du comté californien de Kings dans le comté de Fresno. 
Sa carrière littéraire s’amorce dans les années 1930 avec la publication dans des magazines de nouvelles sentimentales signées Ruth Derby du nom de son second époux. Entre 1962 et 1974, elle fait paraître sous le nom de Ruth MacLeod trois romans policiers. Elle donne également sous cette signature des romans d’amour et des œuvres de littérature d’enfance et de jeunesse se déroulant souvent dans le milieu médical ou dans celui de l’éducation.

## Œuvre

### Romans

#### Romans policiers
- Murder on Vacation (1962) Publié en français sous le titre Des plongeons dans le lac, Paris, Librairie des Champs-Élysées, Le Masque no 823, 1964
- Mendocino Menace (1973)
- Hawks of Glenaerie (1974)

#### Romans d’amour
- Nurse Ann in Surgery (1965)
- Arlene Perry, Orthopedics Nurse (1966)
- A Love to Cherish (1966)
- Bitter Legacy: a Gothic Novel (1966)
- Mistress of the Shadows (1967)
- Make Way for Love (1973)

#### Romans de littérature d’enfance et de jeunesse
- Cheryl Downing, School Nurse (1964)
- Arlene Perry, Special Nurse (1966), version jeunesse de Arlene Perry, Orthopedics Nurse
- Buenos Dias, Teacher (1970)

### Nouvelles signées Ruth Derby
- Kiss of Betrayal (1936)
- Makeshift Madonna (1936)
- Head in the Clouds (1938)
- Laughing Lips (1940)
- Don't Trust Strangers (1941)
- A Song for My Love (1941)
- Broken Wings (1941)

## Sources
- Jacques Baudou et Jean-Jacques Schleret, Le Vrai Visage du Masque, vol. 1, Paris, Futuropolis, 1984, 476 p. (OCLC 311506692), p. 295.